# Хайнрих VII фон Хонщайн-Клетенберг
Хайнрих VII (V) фон Хонщайн-Клетенберг (на немски: Heinrich VII (V) von Honstein-Klettenberg „mit der roten Platte“; * ок. 1325/1350; † 1408 или 1409) е граф на Хонщайн, господар в Клетенберг, Лохра, Лаутерберг.

## Произход
Той е единственият син на граф Хайнрих VI фон Хонщайн-Клетенберг Стари († 1366/1367) и съпругата му Мехтхилд фон Ваймар-Орламюнде († 1359) от фамилията Аскани, дъщеря на граф Фридрих I фон Ваймар-Орламюнде († 1365) и Елизабет фон Майсен († 1347), дъщеря на Фридрих Клем († 1316), маркграф на Дрезден от род Ветини, и на Юта фон Шварцбург.

## Фамилия
Хайнрих VII (V) фон Хонщайн-Клетенберг се жени пр. 5 януари 1364 г. за принцеса Анна фон Брауншвайг-Грубенхаген (* ок. 1343; † 1409), дъщеря на херцог Ернст I фон Брауншвайг-Грубенхаген († 1361) и Аделхайд фон Еберщайн-Поле († 1373). Те имат децата:
- Хайнрих X фон Хонщайн-Клетенберг († пр. 1430), женен пр. 11 август 1371 г. за Анна/Аделхайд фон Брауншвайг († 1408), дъщеря на херцог Ернст фон Брауншвайг-Гьотинген († 1366/1367) и Елизабет фон Хесен († 1390)
- Ернст II фон Хонщайн-Клетенберг (* ок. 1370/1373; † ок. 12 юни 1426, Аусиг), женен за графиня Анна (София) фон Щолберг (* ок. 1377; † 1436), дъщеря на граф Хайнрих XVI фон Щолберг († 1403) и Елизабет фон Мансфелд († 1398).
- Гюнтер фон Хонщайн († сл. 1430), пропст на „Светия кръст“ в Нордхаузен (1404)
- Ото фон Хонщайн († 1406/1407), епископ на Мерзебург (1403 – 1406)
- Елизабет фон Хонщайн-Клетенберг († сл. 1412), омъжена пр. 12 март 1393 г. за Гюнтер I фон Мансфелд († 4 март 1412), син на граф Гебхард IV фон Мансфелд-Кверфурт († 1382) и Мехтилд фон Шварцбург-Бланкенбург († 1373)
- Бернхард фон Хонщайн († сл. 1392), домхер в Халберщат и Мерзебург (1389), имматрикулиран в Ерфурт (1392)
- вер. Мехтилд фон Хонщайн († ок. 1436), омъжена пр. 10 априлл 1436 г. за Гебхард XVIII фон Кверфурт († 12 февруари 1440), син на Протце фон Кверфурт († 1426, Аусиг) и Агнес фон Глайхен († пр. 1412)